# Sereka
Sereka is een bestuurslaag in het regentschap Musi Banyuasin van de provincie Zuid-Sumatra, Indonesië. Sereka telt 1061 inwoners (volkstelling 2010).